# ایوان استخر
ایوان استخر، روستایی از توابع بخش رودبنه شهرستان لاهیجان در استان گیلان ایران است.بقعه آقا زینول در این روستا قرار دارد.
نام گیلکی: اَیوُن سَل

## جمعیت
این روستا در دهستان شیرجوپشت قرار دارد و براساس سرشماری مرکز آمار ایران در سال ۱۳۸۵، جمعیت آن ۴۴۱ نفر (۱۳۰خانوار) بوده‌است.